# Honey (Mariah Carey)
Honey è un singolo della cantautrice statunitense Mariah Carey.
Scritto e prodotto dalla stessa Carey con Puff Daddy, Stevie J e Q-Tip (accreditati come "The Ummah"), il brano musicale è stato inciso per il settimo album della Carey Butterfly del 1997.
È stato pubblicato come primo singolo estratto dall'album Butterfly ed è diventato uno dei più grandi successi della Carey.

## Descrizione
Il brano utilizza due campionamenti: Hey DJ, originariamente cantato dai World Famous Supreme Team, e The Body Rock dei Treacherous Three.
Honey, e l'album Butterfly da cui è tratto, rappresentano il definitivo passaggio di Mariah Carey dalla musica pop al R&B.
Nel 1998 la canzone è stata nominata a due Grammy Award: "miglior interpretazione R&B femminile" e "miglior canzone R&B".

## Video musicale
Honey è conosciuta per via del suo video, diretto da Paul Hunter, che rappresenta un punto di svolta per l'immagine pubblica della Carey. Nel video, la Carey appare con un look ed un atteggiamento molto più sexy e provocante, rispetto al passato. Il video è ispirato alle avventure dei film di James Bond, ed è stato girato nel luglio 1997 a Porto Rico.

## Tracce
CD maxi single
1. Honey (LP Version) - 4:59
2. Honey (Bad Boy Remix feat. Mase & The Lox) - 5:32
3. Honey (Classic Mix) - 8:05
4. Honey (So So Def Mix) - Mariah Carey feat. Da Brat & JD - 5:11
5. Honey (Morales Dub) - 7:32

## Classifiche

### Classifiche settimanali
| Classifica (1997)                 | Posizione massima |
| --------------------------------- | ----------------- |
| Australia                         | 8                 |
| Austria                           | 39                |
| Belgio Fiandre                    | 30                |
| Belgio Vallonia                   | 29                |
| Canada                            | 1                 |
| Paesi Bassi                       | 8                 |
| Finlandia                         | 12                |
| Francia                           | 39                |
| Germania                          | 38                |
| Irlanda                           | 19                |
| Italia                            | 2                 |
| Giappone                          | 39                |
| Nuova Zelanda                     | 3                 |
| Spagna                            | 4                 |
| Svezia                            | 8                 |
| Svizzera                          | 23                |
| Turchia                           | 1                 |
| Regno Unito                       | 3                 |
| Stati Uniti                       | 1                 |
| Stati Uniti Hot R&B/Hip-Hop Songs | 2                 |
| Stati Uniti Hot Dance Club Songs  | 1                 |

### Classifiche di fine anno
| Classifica (1997) | Posizione |
| ----------------- | --------- |
| Australia         | 50        |
| Canada            | 18        |
| Italia            | 84        |
| Stati Uniti       | 32        |